# بنجامین کرماسکی
بنجامین کرماسکی (زاده ۲ مارس ۲۰۰۵) یک بازیکن فوتبال اهل ایالات متحده آمریکا است. وی به عنوان هافبک برای باشگاه فوتبال اینتر میامی در لیگ برتر فوتبال آمریکا بازی می‌کند.

## افتخارات

### باشگاهی
اینتر میامی
- جام لیگ ها(۱): ۲۰۲۳